# Aeroportul Ixtepec
Aeroportul Ixtepec (IATA: IZT, ICAO: MMIT) este un aeroport din Oaxaca, Mexic. Aeroportul a fost tranzitat în 2023 de 1.366 de pasageri.
Situat la o altitudine de 49 m, aeroportul dispune de o singură pistă. Este operat de Secretaría de la Defensa Nacional de México⁠(d).